# Arcade's Greatest Hits
 (juin 2020).
Si vous disposez d'ouvrages ou d'articles de référence ou si vous connaissez des sites web de qualité traitant du thème abordé ici, merci de compléter l'article en donnant les références utiles à sa vérifiabilité et en les liant à la section « Notes et références ».
Arcade's Greatest Hits est une série de compilation vidéoludique développé par Digital Eclipse et édité par Midway Games entre 1995 et 2001 sur divers supports familiaux. Elle regroupe des classiques du jeu d'arcade de la fin des années 1970 et des années 1980 des sociétés Williams, Midway Games et Atari.

## Williams Arcade Classics
Williams Arcade Classics, le premier volume, est sorti en 1995 sous MS-DOS. Il a ensuite été édité sur Dreamcast, Game.com, Mega Drive, Nintendo 64, PlayStation, Saturn, Super Nintendo et Windows. Il est parfois connu sous les titres Williams Arcade's Greatest Hits et Midway's Greatest Arcade Hits: Volume 1 (Dreamcast, Nintendo 64, 2000). Il contient :
- Defender
- Joust
- Robotron: 2084
- Sinistar
- Stargate
- Bubbles (absent des versions Mega Drive, Super Nintendo et Game.com)

## Arcade's Greatest Hits: The Atari Collection 1
Arcade's Greatest Hits : The Atari Collection 1 est sorti en 1996 sur PlayStation et Saturn et en 1997 sur Super Nintendo. Il contient :
- Asteroids
- Battlezone
- Centipede
- Missile Command
- Super Breakout
- Tempest

## Arcade's Greatest Hits: The Midway Collection 2
Arcade's Greatest Hits: The Midway Collection 2 est sorti en 1997 sur PlayStation et Windows. Il contient :
- Blaster
- Burgertime
- Joust 2: Survival of the Fittest
- Moon Patrol
- Root Beer Tapper
- Spy Hunter

## Arcade's Greatest Hits: The Atari Collection 2
Arcade's Greatest Hits: Atari Collection 2 est sorti en 1998 sur PlayStation et en 1999 sous Windows. Il regroupe :
- Crystal Castles
- Gauntlet
- Marble Madness
- Millipede
- Paperboy
- RoadBlasters

## Midway's Greatest Arcade Hits: Volume 2
Midway's Greatest Arcade Hits: Volume 2 est sorti en 2001 sur Dreamcast. Il contient :
- 720°
- Gauntlet
- Moon Patrol
- Paperboy
- Rampage
- Spy Hunter